# Cantonul Rivière-Salée
Cantonul Rivière-Salée este un canton din arondismentul Le Marin, Martinica, Franța.

## Comune
| Comune        | Populație (1999) | Cod poștal | Cod INSEE |
| ------------- | ---------------- | ---------- | --------- |
| Rivière-Salée | 12.945           | 97215      | 97221     |